# مبعوث الولايات المتحدة الخاص لمنظمة التعاون الإسلامي
مبعوث الولايات المتحدة الخاص إلى منظمة المؤتمر الإسلامي هو ممثل ومفوض الولايات المتحدة الأمريكية لدى منظمة المؤتمر الإسلامي.
| # | المبعوث الأمريكي لمنظمة المؤتمر الإسلامي | سنوات الخدمة | الأمين العام لمنظمة التعاون الإسلامي     | رئيس الولايات المتحدة |
| - | ---------------------------------------- | ------------ | ---------------------------------------- | --------------------- |
| 1 | صدى قمبر                                 | 2008 – 2009  | أكمل الدين إحسان أوغلي                   | جورج بوش              |
| 2 | رشاد حسين                                | 2010 – الآن  | أكمل الدين إحسان أوغلي إياد بن أمين مدني | باراك أوباما          |